# Rebujito

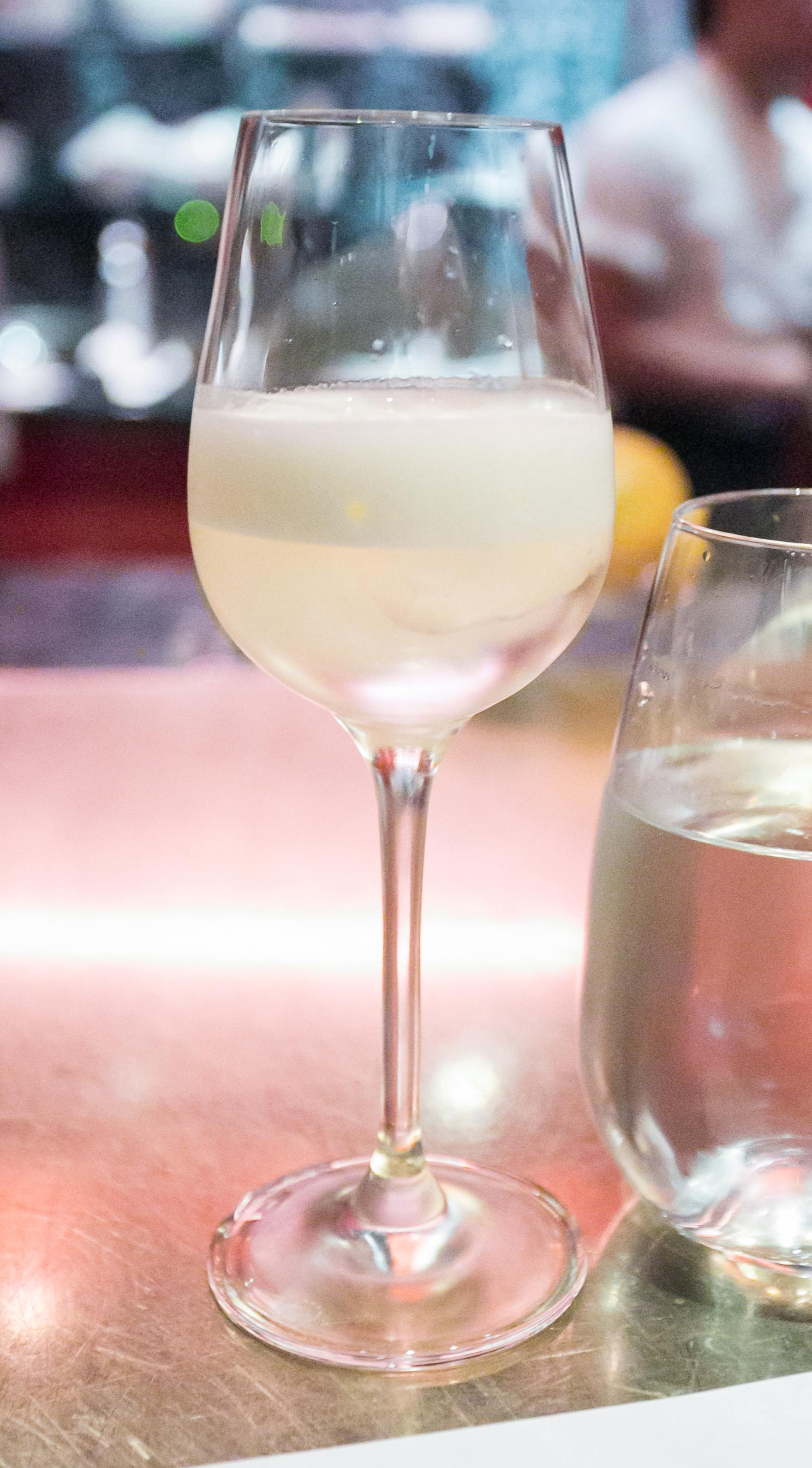
Una copa de rebujito

El rebujito es una bebida popular típica de Andalucía Occidental que suele prepararse mezclando vino manzanilla o fino con un refresco de gaseosa con sabor a lima-limón (como Sprite o 7 Up). No tiene valor enológico, pero su efecto refrescante la hace apetecible. Pertenece a una larga tradición (ya registrada en la antigua Grecia) presente en todas las regiones productoras de vino, en las que los caldos de menor calidad se mezclan con líquidos no alcohólicos y aromáticos para hacer más pasable su ingesta.
El rebujito es muy común en las ferias andaluzas occidentales, como en la Feria de Abril, Feria del Caballo de Jerez o Feria de Córdoba; así como en bastantes romerías de la misma comunidad, como en la Romería de El Rocío. Esta bebida se dio a conocer fuera de Andalucía Occidental a mediados de los años 90. En parte, la mezcla se popularizó gracias al interés de una marca de manzanilla,[¿cuál?] con el ánimo de relanzar este producto al público más joven.[cita requerida]

## Historia

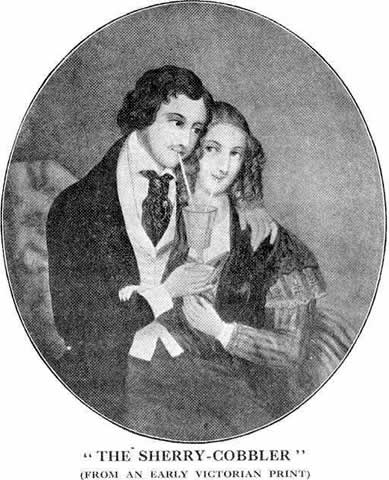
Dibujo publicitario de Sherry Cobbler de la época victoriana.

El rebujito puede tener su precedente en un combinado inglés conocido como Sherry Cobbler. Fue muy popular en la época victoriana entre las clases distinguidas. Una de sus variantes contenía una mezcla de agua carbonatada, azúcar, zumo de limón, vino de Jerez (Sherry, en inglés) y hielo picado. Se tomaba con pajita.
Más recientemente, el rebujito pasó a ser típico de los festejos andaluces occidentales, siendo en las fiestas del Corpus de Granada de 1985 donde hay primera constancia de ello.

## El rebujito según la feria o la romería
En Sevilla, donde se consume principalmente esta bebida, gusta consumir vinos blancos fríos como la manzanilla de Sanlúcar, aunque la provincia de Sevilla también tiene industria vitivinícola con buenos vinos blancos, como el mosto del Aljarafe. Otras ferias como la de El Puerto de Santa María (Cádiz), Jerez de la Frontera (Cádiz), Málaga, Córdoba y Sanlúcar de Barrameda (Cádiz) elaboraron sus propios rebujitos. El vino de Jerez posee la Denominación de Origen Jerez y la manzanilla de Sanlúcar posee su denominación Manzanilla-Sanlúcar de Barrameda. Cada localidad tiene "su receta" para el rebujito:
- En Sevilla, en su Feria de Abril, se elabora con manzanilla (la cual puede beberse sola: fino) mezclada con bebida refrescante (como Sprite o 7 Up).
- En Huelva, provincia donde es muy popular, tiene su peculiaridad en la comarca del Andévalo,donde se deja reposar en botellas con hojas de laurel.
- En El Puerto de Santa María (Cádiz) se elabora con vino fino, las proporciones no se alteran 1/3 de vino por 2/3 de refresco.
- En Jerez de la Frontera (Cádiz) se elabora con vino fino, las proporciones no se alteran 1/3 de vino por 2/3 de refresco.
- En Sanlúcar de Barrameda (Cádiz) se usa manzanilla con el ánimo de relanzar este producto al público más joven.
- En Málaga es común tomarlo con 1/3 de vermú y 2/3 de refresco.
- En Córdoba en las ferias de Córdoba y su provincia se elabora el rebujito con vino blanco o Pale Cream de la denominación de origen Montilla-Moriles.
- En Rota (Cádiz) suele realizarse con vino blanco de la ciudad.
- En Lepe (Huelva) en la Romería de la Bella se usa principalmente vino, en proporción 1/3 de vino fino por 2/3 de refresco.
- En Chiclana de la Frontera (Cádiz) con vino fino del propio pueblo (de diversas casas vinicultoras de la ciudad) en vaso de maceta en una proporción de 40% de vino y 60% de refresco cítrico con bastante hielo y varias pajitas.
- En Trebujena (Cádiz) existe una variante que se elabora con mosto del propio pueblo (vino del año) y que se denomina "trebujito". También se puede hacer con el vino fino que se produce en el pueblo.